# 小行星9433
小行星9433（英語：9433）是一颗围绕太阳公转的小行星。1997年2月3日，近地小行星追踪在茂宜岛发现了此天体。
这颗小行星的绝对星等为57.57361567618787等。